# Augochlora townsendi
Augochlora townsendi là một loài Hymenoptera trong họ Halictidae. Loài này được Cockerell mô tả khoa học năm 1897.